# Cao đẳng Y tế Thái Bình
Trường Cao đẳng Y tế Thái Bình được thành
lập ngày 21/01/2008 trên cơ sở Trường Trung học Y tế Thái Bình tiền thân là
Trường Y sỹ được thành lập ngày 26/10/1960. Trải qua 53 năm xây dựng và phát
triển, Trường đã trở thành trung tâm đào tạo đa cấp, đa ngành có chất lượng
trong lĩnh vực Y - Dược học và Kỹ thuật Y học. Đội ngũ các thế hệ lãnh đạo,
cán bộ, giáo viên, giảng viên, học sinh và sinh viên nhà trường đã đoàn kết,
gắn bó cùng nhau vượt qua nhiều thử thách, khó khăn để hoàn thành nhiệm vụ
chính trị và xây dựng nhà trường ngày một phát triển. Sinh viên, học sinh
theo học tại trường được trang bị những kỹ năng nghề nghiệp toàn diện, được đào
tạo gắn với thực tế công việc và nhu cầu xã hội. Với mục tiêu 100% sinh viên,
học sinh ra trường có kiến thức, kỹ năng tay nghề thành thạo và có việc làm phù
hợp với chuyên ngành được đào tạo, đáp ứng nhu cầu xã hội. Nhà trường không
ngừng cập nhật, đổi mới chương trình, phương pháp đào tạo, từng bước tiếp cận
với trình độ khu vực và quốc tế.
Nhà trường cũng chú trọng đầu tư, cải tạo cơ sở vật chất
ngày càng khang trang phục vụ công tác giảng dạy. Từ năm học 2013 – 2014, khu
giảng đường mới gồm 8 phòng học lý thuyết đã hoàn thành xây dựng và đưa vào sử
dụng, nâng tổng số phòng học lý thuyết lên 21 phòng được trang bị đầy đủ máy
chiếu và các phương tiện giảng dạy hiện đại khác, cùng với Khu nhà học Thực
hành gồm 22 phòng học thuộc các chuyên ngành khác nhau được trang bị đầy đủ các
mô hình, máy móc, dụng cụ giảng dạy, học tập đã giúp cho sinh viên, học sinh
tiếp thu tốt kiến thức đi đôi với thực hành chuyên môn, tay nghề vững vàng.
Đội ngũ cán bộ giảng viên được bổ sung cả về số lượng và
chất lượng. Hiện tại số lượng cán bộ, giảng viên là 102 người, trong đó tỷ lệ
giảng viên có trình độ sau đại học đạt trên 30%. Ngoài ra Nhà trường còn mời
đội ngũ giảng viên thỉnh giảng trên 50 người có trình độ đại học, trên đại học
từ trường Đại học Y Thái Bình, Cao đẳng Sư phạm, Đại học Thái Bình, Trường
Chính trị tỉnh và các bệnh viện trong tỉnh tham gia giảng dạy và hướng dẫn thực
hành cho học sinh, sinh viên.
Hiện tại và trong
những năm tiếp theo, Nhà trường tiếp tục thực hiện nâng cao chất lượng đào tạo,
đổi mới phương pháp dạy học và đánh giá học sinh, sinh viên. 100% giảng viên,
giáo viên thực hiện đổi mới phương pháp giảng dạy, phát huy tính tích cực, chủ
động của học sinh, sinh viên. Tăng cường hình thức thi trắc nghiệm trên máy
tính và thi thực hành bằng hình thức thi nhiều trạm. Hàng năm đều tổ chức Hội
thi giáo viên dạy giỏi và Hội thi học sinh, sinh viên giỏi. Công tác phối hợp
Bệnh viện - Nhà trường ngày càng chặt chẽ. Phòng Công tác Học sinh, sinh
viên tăng cường đổi mới phát huy hiệu quả công tác quản lý học sinh, sinh viên
trên mọi địa bàn học tập và rèn luyện.
Với kinh nghiệm đào tạo 8.450 học sinh,
sinh viên hệ cao đẳng, trung cấp chuyên nghiệp, dạy nghề dài hạn cho 4.113
học sinh, đào tạo lại cho 7.950 lượt cán bộ cho ngành Y tế Thái Bình, với 100% đội
ngũ giảng viên đạt chuẩn và trên chuẩn, hệ thống cơ sở vật chất, địa bàn học
tập trải rộng trong khắp tỉnh và khu vực, với hàng ngàn học sinh ra trường đã
khẳng định được trình độ và y đức trong các cơ sở y tế, trường Cao đẳng y tế
Thái Bình đã, đang và sẽ là điểm thu hút học sinh, sinh viên đến học tập và là
trung tâm đào tạo có uy tín, cung cấp đội ngũ cán bộ có chất lượng cao cho
ngành Y tế.
Trong quá trình hoạt động, Trường Cao
đẳng Y tế Thái Bình đã nhận được nhiều Danh hiệu thi đua và phần thưởng cao quý
của Chủ tịch nước, Thủ tướng Chính phủ, các Bộ, ngành Trung ương, Tỉnh ủy, UBND
tỉnh và các Sở, Ban, Ngành... ghi nhận sự nỗ lực phấn đấu và những thành tích đạt
được của tập thể Lãnh đạo cùng đội ngũ cán bộ, giảng viên, công nhân viên chức
lao động Nhà trường:
- Huân chương Lao động Hạng Nhất, Nhì, Ba
- Bằng khen của Thủ tướng Chính phủ
- Cờ thi đua của Chính phủ, Bộ Giáo dục
và Đào tạo và UBND tỉnh Thái Bình
- Bằng khen của Bộ Giáo dục và Đào tạo,
Bộ Y tế, UBND tỉnh Thái Bình.
- Bằng khen của Ban Chấp hành Trung ương Đoàn TNCS Hồ Chí
Minh đã có thành tích xuất sắc trong công tác đoàn và phong trào thanh niên
trường học nhiều năm liền
- Bằng khen của Hội chữ thập đỏ Việt Nam đã có
thành tích xuất sắc trong phong trào hiến máu nhân đạo; Đĩa
vàng của Ban Chỉ đạo quốc gia về thành tích hiến máu
- Nhiều năm liền được Bộ Giáo dục và Đào
tạo công nhận là Trường tiên tiến xuất sắc
- Danh hiệu Đảng bộ trong sạch vững mạnh,
công đoàn vững mạnh
- Danh hiệu Đơn vị văn hóa cấp tỉnh.

## Lược
Tiền thân của trường là Trường Y sỹ Thái Bình, được thành lập tháng 10 năm 1960 theo Quyết định của Bộ trưởng Bộ Y tế. Năm 1974, trường được đổi tên thành Trường Trung học Y tế Thái Bình và tháng 1 năm 2008 được nâng cấp thành Trường Cao đẳng Y tế Thái Bình.

## Thành tích
- Huân chương Lao động hạng Nhất (2010)
- Đoàn TNCS Hồ Chí Minh nhận Bằng khen của BCH Trung ương Đoàn 2008,2009,2010,2011,2012
- CLB Hiến máu Nhân đạo nhận Bằng khen của UBND tỉnh, Ban Chỉ đạo HMNĐ tỉnh, BCH Tỉnh đoàn Đoàn Thái Bình